# Sunnyside (Washington)
Sunnyside és una població dels Estats Units a l'estat de Washington. Segons el cens del 2000 tenia 13.905 habitants.

## Demografia
Segons el cens del 2000, Sunnyside tenia 13.905 habitants, 3.827 habitatges, i 3.000 famílies. La densitat de població era de 903,8 habitants per km².
Dels 3.827 habitatges en un 50,2% hi vivien nens de menys de 18 anys, en un 55,1% hi vivien parelles casades, en un 16,6% dones solteres, i en un 21,6% no eren unitats familiars. En el 18,6% dels habitatges hi vivien persones soles l'11% de les quals corresponia a persones de 65 anys o més que vivien soles. El nombre mitjà de persones vivint en cada habitatge era de 3,58 i el nombre mitjà de persones que vivien en cada família era de 4,02.
Per edats la població es repartia de la següent manera: un 38,1% tenia menys de 18 anys, un 11,7% entre 18 i 24, un 26,6% entre 25 i 44, un 14% de 45 a 60 i un 9,6% 65 anys o més.
L'edat mediana era de 25 anys. Per cada 100 dones de 18 o més anys hi havia 94,7 homes.
La renda mediana per habitatge era de 27.583 $ i la renda mediana per família de 28.304 $. Els homes tenien una renda mediana de 25.187 $ mentre que les dones 25.779 $. La renda per capita de la població era de 10.366 $. Aproximadament el 29,1% de les famílies i el 34,5% de la població estaven per davall del llindar de pobresa.

## Poblacions més properes
El següent diagrama mostra les poblacions més properes.